# Болница Требиње
Болница Требиње је јавна здравствена установа која обавља здравствену заштиту на секундарном нивоу, а део здравствене делатности на терцијарном нивоу здравствене заштите у Републици Српској  Босна и Херцеговина. 

## Положај и размештај
Налази се у источном делу Требиња у улици Левијева 2. Административно припада Општини Требиње,  Републици Српској и Босни и Хрецеговини.
Болница Требиње која пружа консултантску и болничку здравствену заштиту за становнике Требиња и других градова источне Херцеговине, размештена је на 6.000 квадратних метара корисног простора, у објектима различите старости и услова (најстарија зграда је из 1955. године, а најновија зграда је саграђена 2003. године, донацијом породице Галеб).
Болница располаже са  168 постеља.

## Историја
Болница Требиње је основана 1. априла 1966. године  на основу одлуке Скупштине општине Требиње, под називом Медицински центар. Реорганизацијом здравства у Требињу 1994. године из Медицинског центра настале су две здравствене установе: Дом здравља и Општа болница Требиње.
Од свог оснивања, ова здравствена установа се развијала у складу са могућностима (једним делом и у ратним условима) и потребама становништва које је гравитирало овој установи.
У ратном периоду (1991 — 1995), болница је била изложена великим напрезањима пре свега у области хитне здравствене заштите када је требало успешно решавати и најкомпликованије хируршке случајеве, у условима ограничене евакуације и уз недостатак одговарајуће опреме и срдстава.

## Организација
Све активности у Болница Требиње обављају се у оквирима две основне организационе јединице: Одељења и служби за медицинске и службе за немедицинске послове:
У болници ради 321 запослени,, од којих су:
- 235 здарвствени радници (ВСС 67, ВСС 18 и ССС 150),
- 86 немедицински радници (ВСС 8, ВСС 1, ВКВ 6, ССС 18, КВ 9, ПК 43, НК 1).[3]

### Одељења и службе за медицинске послове
Одељења
- Одељење опште хирургије
- Одељење гинекологије и акушерства
- Одељење за офталмологију
- Уролошко одељење
- Одељење интерне медицине
- Одељење за пулмологију
- Одељење за педијатрију
- Одељење за неурологију
- Одељење за психијатрију

Службе
- Служба за анестезиологију, реанимацију
- Служба за радиологију
- Служба за лабораторијску дијагностику
- Служба за онкологију
- Служба  за оториноларингологију
- Дерматовенеролошка служба
- Служба за  патологије и цитолошку дијагностику
- Служба за пријема и отпуста пацијената
- Служба физикалне медицине и рехабилитације
- Служба за медицинско снабдевање

### Службе за немедицинске послове
- Служба за опште, правне и кадровске услуге
- Служба за сталног унапређења квалитета
- Служба за економска и финансијска питања
- Техничка служба